# Concorezzo
Concorezzo (lombardul: Cuncurèss) település Olaszországban, Lombardia régióban, Monza e Brianza megyében. Lakosainak száma 15 880 fő (2023. január 1.). Concorezzo Agrate Brianza, Monza, Villasanta, Vimercate és Arcore községekkel határos.

## Népesség
A település lakossága az elmúlt években az alábbi módon változott:
| Lakosok száma | 15 547 | 15 608 | 15 644 | 15 880 |
|               | 2013   | 2017   | 2018   | 2023   |